# Sonny Colbrelli
Sonny Colbrelli (Desenzano del Garda, 17 maggio 1990) è un ex ciclista su strada italiano. Velocista specializzatosi nelle classiche, soprannominato Il Cobra, è stato professionista dal 2012 al 2022, vincendo la Parigi-Roubaix, il campionato europeo e il campionato italiano nel 2021, il Gran Piemonte nel 2018, la Freccia del Brabante nel 2017 e diverse altre classiche del calendario italiano.

## Carriera

### 2010-2013: gli esordi nel professionismo
Nel 2010 Colbrelli, dopo aver vinto da Under-23 in maglia Zalf, tra gli altri, il prestigioso Trofeo Alcide De Gasperi, disputa qualche gara come stagista, tra i professionisti, nella Colnago-CSF Inox. Lo stesso accade anche negli ultimi mesi della stagione 2011: proprio con la Colnago diventa professionista a tutti gli effetti a partire dalla stagione 2012.
Nel 2012 disputa il suo primo Giro d'Italia, ottenendo come miglior piazzamento un nono posto nella dodicesima tappa, una volata di gruppo vinta dal britannico Mark Cavendish. Non ottiene vittorie, ottenendo comunque un successo di squadra nella cronosquadre de Il Padania, vestendo anche la maglia di leader della corsa per due giorni.
Anche nella stagione 2013 non arrivano vittorie: l'annata si contraddistingue comunque con piazzamenti di rilievo, tra cui il primo in una classica monumento: un dodicesimo alla Milano-Sanremo, alla sua prima partecipazione.

### 2014-2016: le prime vittorie

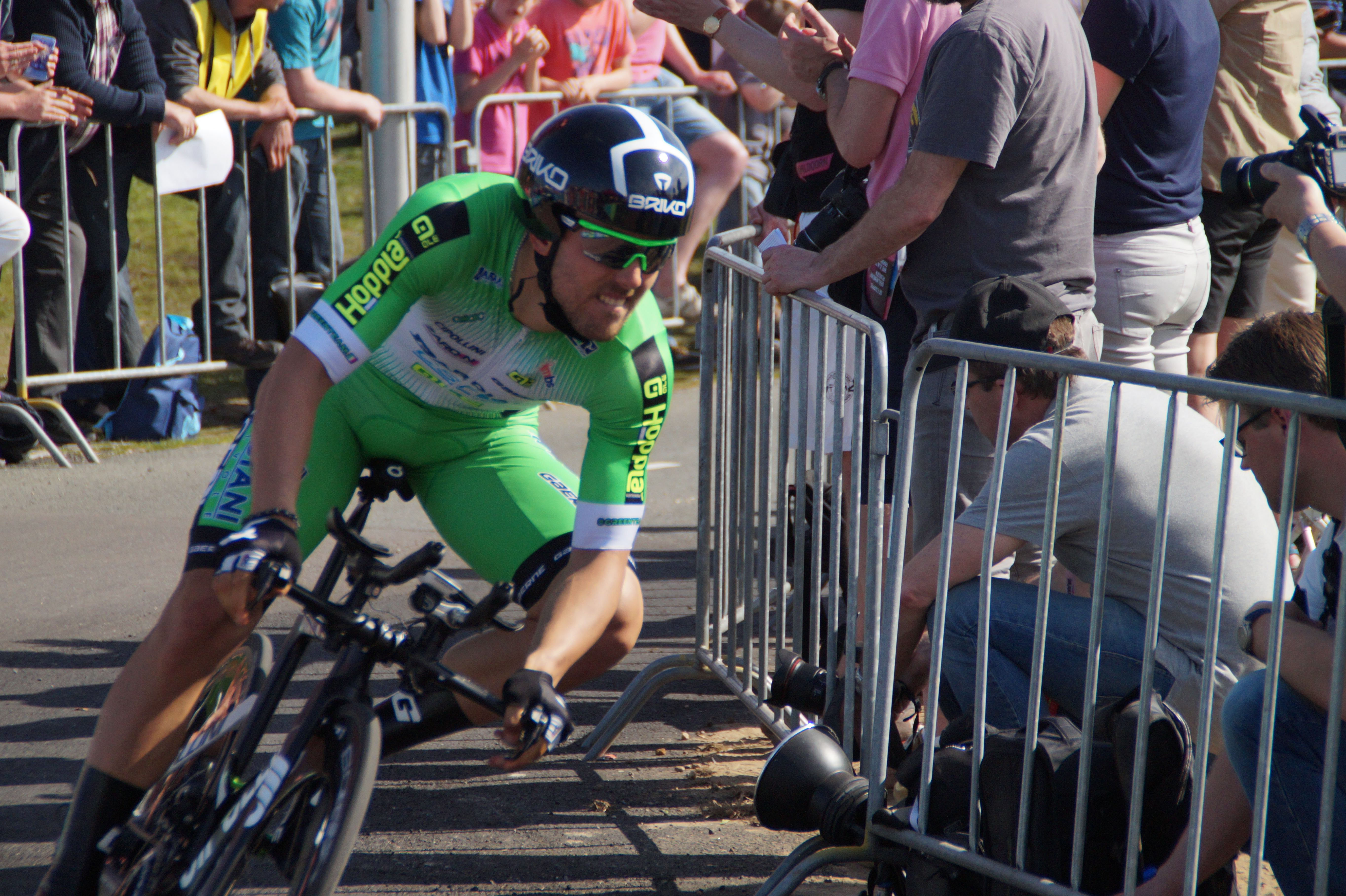
Colbrelli ad Apeldoorn nel cronoprologo del Giro d'Italia 2016

Nel 2014 ottiene il primo successo da pro, imponendosi nella seconda tappa del Tour of Slovenia. In seguito fa suo anche il Giro dell'Appennino, palesando una buona forma durante le semiclassiche italiane autunnali: si piazza secondo alla Tre Valli Varesine e poi si impone, nell'arco di due giorni, al Memorial Marco Pantani e al Gran Premio Industria e Commercio di Prato. Tali prestazioni fanno sì che il commissario tecnico della nazionale Davide Cassani lo schieri come atleta di punta per il campionato del mondo di Ponferrada: il 28 settembre conclude la prova in linea al tredicesimo posto, a 14" dal vincitore, il polacco Michał Kwiatkowski. Conclude l'annata vincendo il 9 ottobre la Coppa Sabatini e trionfando anche nella classifica individuale della Coppa Italia.
Nel 2015, a seguito di una prima parte di stagione al di sotto delle aspettative, vince la sua prima corsa a tappe, il Tour du Limousin, dove conquista anche la prima tappa e la classifica giovani. Conclude l'annata con diversi piazzamenti nelle classiche italiane, vincendo il Gran Premio Bruno Beghelli e facendo sua per la seconda volta in carriera la classifica finale della Coppa Italia.
Nel 2016 si mette in evidenza in diverse corse di prima fascia: alla Milano-Sanremo è nel gruppo di testa che va a giocarsi la vittoria, piazzandosi nono, mentre all'Amstel Gold Race si classifica terzo, vincendo la volata del gruppo degli inseguitori, 4" dietro al vincitore e connazionale Enrico Gasparotto e al danese Michael Valgren. Ottiene sette successi totali: il Gran Premio Città di Lugano, la terza e la quarta tappa del Tour du Limousin, terminato al secondo posto, la quinta frazione del Tour du Poitou-Charentes e, nel finale di stagione, la Coppa Agostoni, la Coppa Sabatini e la Tre Valli Varesine. Per la terza volta consecutiva termina in testa alla graduatoria finale della Coppa Italia e infine, convocato per i Mondiali di Doha, non conclude la prova in linea.

### 2017-2022: il World Tour con la Bahrain-Merida

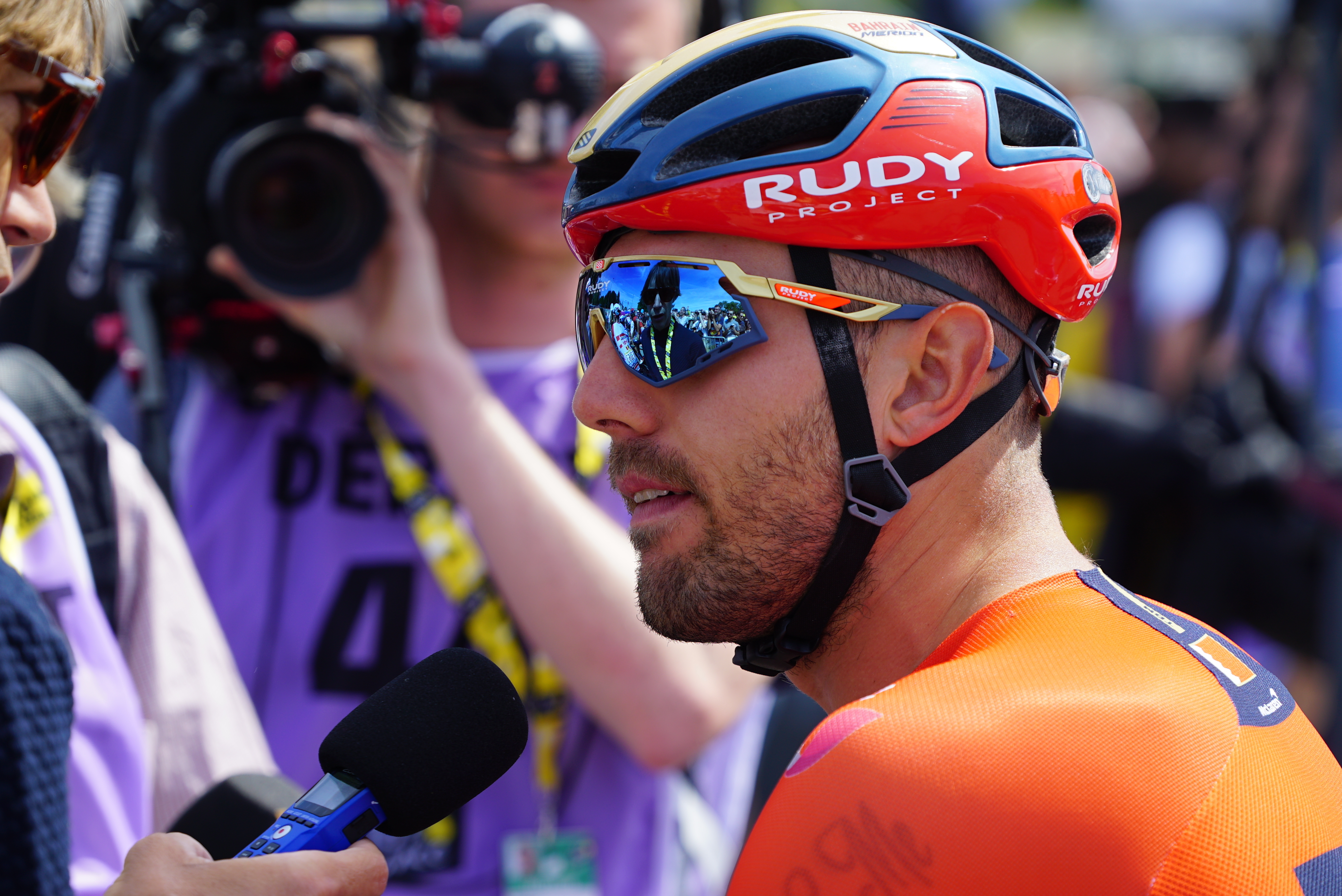
Colbrelli intervistato a Reims durante il Tour de France 2019

Per il 2017, dopo cinque stagioni trascorse sotto le direttive di Bruno Reverberi, Colbrelli si accasa tra le file della neonata Bahrain-Merida, squadra World Tour con la quale ottiene la sua prima vittoria in una gara dell'omonimo calendario: il 6 marzo si impone infatti in volata nella seconda tappa della Parigi-Nizza, tagliando il traguardo davanti al tedesco John Degenkolb e al francese Arnaud Démare. Tredicesimo alla Milano-Sanremo, ottiene buoni risultati nelle sue prime esperienze alle classiche del pavé, con un settimo posto all'E3 Harelbeke, un tredicesimo alla Gand-Wevelgem e un decimo al Giro delle Fiandre. Il 12 aprile trionfa alla Freccia del Brabante, corsa che precede le classiche delle Ardenne, dove corre solamente l'Amstel Gold Race, terminandola al nono posto. Ai seguenti Tour de Romandie, Critérium du Dauphiné e Tour of Slovenia ottiene diversi piazzamenti nei primi dieci, tra cui quattro podi. Ottavo al campionato italiano del 25 giugno, il 1º luglio prende il via del suo primo Tour de France: nella corsa a tappe francese ottiene due sesti e un nono posto di tappa in volata, senza mai riuscire a lottare per il successo. Terzo alla Bretagne Classic Ouest-France del 27 agosto, ottiene la terza e ultima vittoria stagionale il 14 settembre alla Coppa Bernocchi, diventando il terzo ciclista dopo Giuseppe Saronni e Francesco Moser ad aggiudicarsi tutte e tre le prove del Trittico Lombardo. Lontano dai migliori nella prova in linea ai campionati del mondo di Bergen, raccoglie due secondi posti alla Coppa Sabatini e al Gran Premio Bruno Beghelli, prima di concludere l'annata in Cina al Tour of Guangxi dove non va oltre due settimi posti parziali.

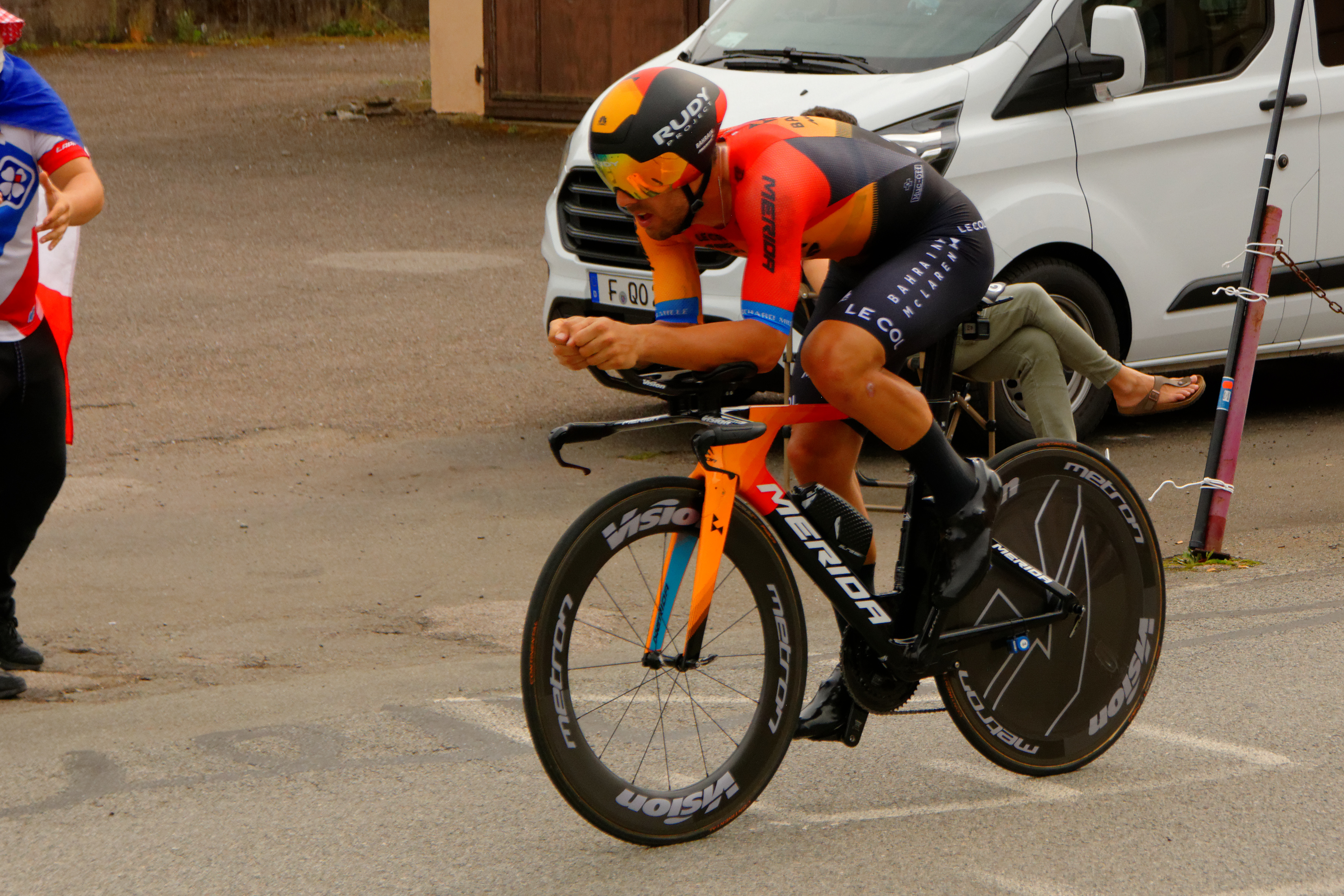
Colbrelli nella cronometro di Plancher-les-Mines durante il Tour de France 2020

Il 2018, la seconda stagione in maglia emiratina, lo vede debuttare a inizio febbraio al Dubai Tour: dimostra già una buona condizione, vincendo la quarta tappa sullo strappo di Hatta Dam e concludendo al terzo posto nella classifica generale. Ottavo alla Omloop Het Nieuwsblad e terzo alla Kuurne-Bruxelles-Kuurne, partecipa alla Tirreno-Adriatico di inizio marzo in funzione della Milano-Sanremo, che termina nono. Non in grado di lottare per la vittoria nelle classiche del pavé, è secondo alla Freccia del Brabante vinta dal belga Tim Wellens e lontano dai migliori all'Amstel Gold Race. A fine aprile corre il Tour de Romandie, racimolando due secondi posti parziali. Dopo un periodo di pausa torna a correre al Tour de Suisse di metà giugno, in preparazione del Tour de France: sul suolo elvetico arriva la seconda vittoria stagionale, quando si aggiudica con una lunga volata di potenza la terza frazione, regolando al fotofinish il colombiano Fernando Gaviria e lo slovacco Peter Sagan. Archiviato un campionato italiano troppo impegnativo per le sue caratteristiche, Colbrelli si presenta al via della sua seconda Grande Boucle con l'obiettivo di ottenere qualche successo di tappa: in territorio francese arrivano invece due secondi posti nella seconda e nella quinta frazione, battuto al termine di due strappi da Sagan, e altri tre piazzamenti nella top 10. Nella seconda parte dell'annata corre numerose classiche di un giorno: tra le varie prove fa secondo al Grand Prix Cycliste de Montréal, alle spalle dell'australiano Michael Matthews, e alla Coppa Sabatini, mentre ottiene la vittoria il 16 settembre alla Coppa Bernocchi, dove bissa il successo dell'edizione precedente, e l'11 ottobre al Gran Piemonte, ultima sua gara dell'anno, concluso con quattro successi all'attivo.

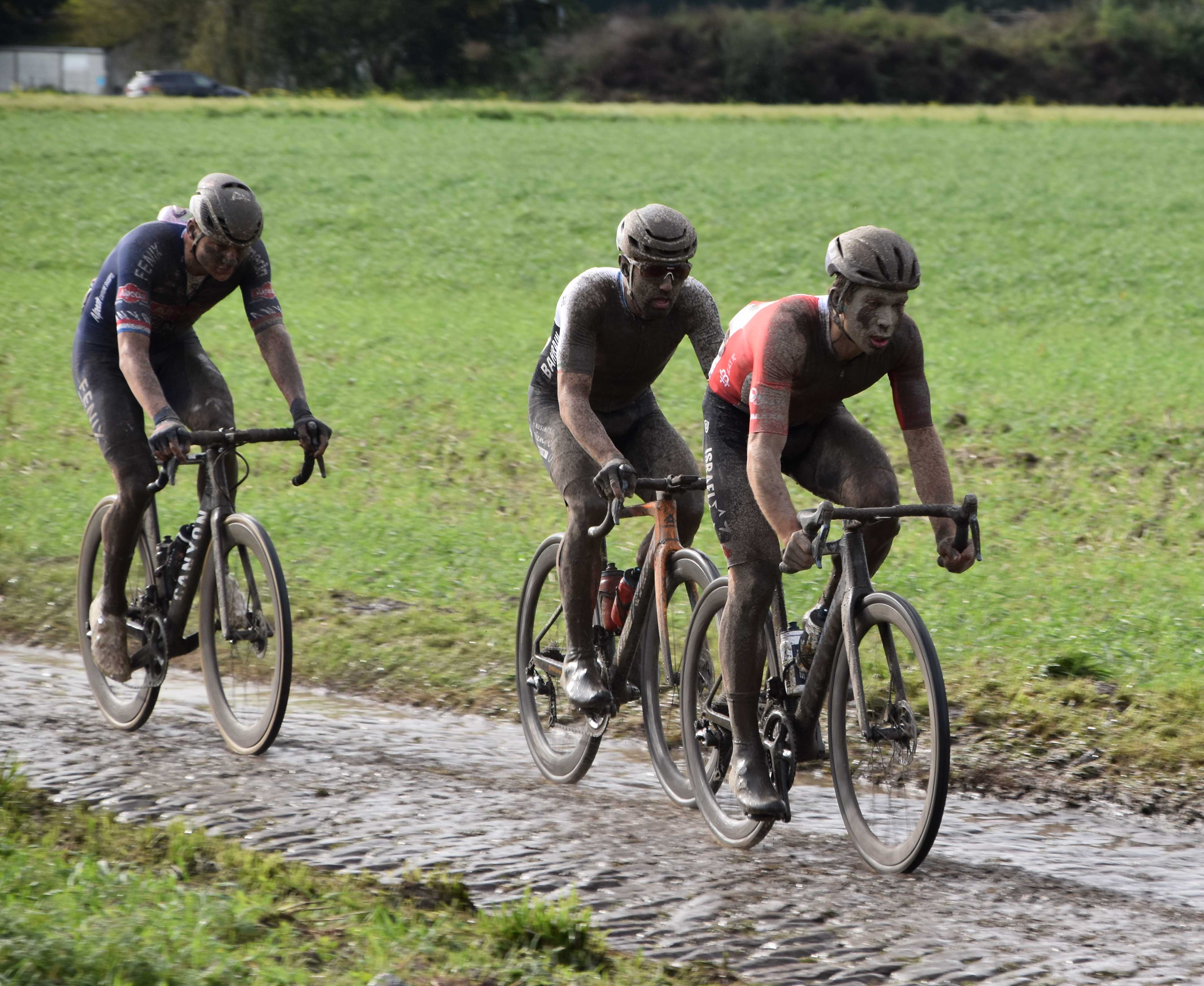
Colbrelli tra Mathieu van der Poel (a sinistra) e Guillaume Boivin (a destra) nella vittoriosa Parigi-Roubaix 2021

Il 20 giugno 2021 vince il campionato italiano di ciclismo professionisti elite su strada, sconfiggendo in volata Fausto Masnada. L'inizio del mese di settembre vede Colbrelli impegnato al Benelux Tour, di cui conquista la classifica generale il 5 settembre 2021, dopo aver vinto la tappa il giorno prima ed aver conquistato la maglia di leader. È il primo italiano a vincere questa corsa a tappe. Il 12 settembre conquista a Trento il titolo Europeo di ciclismo su strada, imponendosi in volata sul belga Remco Evenepoel, mentre il 26 settembre è il capitano della nazionale italiana al campionato mondiale in linea svolto nelle Fiandre, in Belgio. Termina la gara come 10º classificato.
Il 3 ottobre 2021 si aggiudica la 118ª edizione della Parigi-Roubaix in una gara contrassegnata dalla pioggia e dal fango. Colbrelli non perde mai la ruota dei migliori e si rende protagonista insieme a Mathieu van der Poel di una serie di allunghi che fanno selezione sugli avversari; i due riprendono prima il fuggitivo di giornata, il giovane belga Florian Vermeersch che riesce a rimanere sulle ruote di van der Poel e Colbrelli, e successivamente l'altro italiano Gianni Moscon che era uscito dal gruppo dei migliori a circa 60 km dal traguardo e sembrava avviato verso un arrivo in solitaria. Sul Carrefour de l'Arbre Moscon si stacca e rimangono tre corridori al comando: van der Poel, Vermeersch e Colbrelli. Una volta entrati nel velodromo il corridore italiano regola tutti in volata vincendo la regina delle classiche ventidue anni dopo l'ultima vittoria italiana targata Andrea Tafi.
Partecipa al Giro di Catalogna 2022, concludendo la prima tappa al secondo posto dietro Michael Matthews. Una volta tagliato il traguardo è soggetto a convulsioni che lo portano alla perdita di conoscenza e ad un arresto cardiorespiratorio; il corridore è assistito dai paramedici che praticano un massaggio cardiaco con l'utilizzo del defibrillatore. Al corridore è stato successivamente necessario impiantare un defibrillatore sottocutaneo, che ne decreta la fine dell'attività agonistica secondo la regolamentazione sportiva italiana. Contrario al cambio di nazionalità sportiva, decide di concludere la sua carriera.

## Vita privata
Originario della Valle Sabbia, in provincia di Brescia, è cresciuto a Casto dove ha conosciuto l'ex compagna Adelina, dalla quale ha avuto due figli, Vittoria e Tomaso nati rispettivamente nel 2018 e nel 2020.
Nel 2023 si è candidato alle elezioni regionali in Lombardia, nelle liste di Forza Italia della sezione di Brescia a sostegno di Attilio Fontana, in cui ha ottenuto 1387 voti, non risultando, però, eletto.

## Palmarès

### Strada
- 2009 (Zalf-Désirée-Fior Under-23)

La Bolghera
Trofeo Gino Visentini
- 2010 (Zalf-Désirée-Fior Under-23)

Circuito di Paderno di Ponzano Veneto
3ª tappa Giro Ciclistico Pesca e Nettarina di Romagna Igp (Medicina > Punta Marina Terme)
Trofeo Alcide De Gasperi
Gran Premio di San Luigi
Gran Premio Industria del Cuoio e delle Pelli
Gran Premio San Luigi di Sona
Giro del Canavese
- 2011 (Zalf-Désirée-Fior Under-23)

Gran Premio De Nardi
Memorial Guido Zamperioli
- 2014 (Bardiani CSF, cinque vittorie)

2ª tappa Tour of Slovenia (Ribnica > Kočevje)
Giro dell'Appennino
Memorial Marco Pantani
Gran Premio Industria e Commercio di Prato
Coppa Sabatini
- 2015 (Bardiani CSF, tre vittorie)

1ª tappa Tour du Limousin (Limoges > Saint-Yrieix-la-Perche)
Classifica generale Tour du Limousin
Gran Premio Bruno Beghelli
- 2016 (Bardiani CSF, sette vittorie)

Gran Premio Città di Lugano
3ª tappa Tour du Limousin (Le Lonzac > Liginiac)
4ª tappa Tour du Limousin (Saint-Léonard-de-Noblat > Limoges)
5ª tappa Tour du Poitou-Charentes (Thouars > Poitiers)
Coppa Agostoni
Coppa Sabatini
Tre Valli Varesine
- 2017 (Bahrain-Merida, tre vittorie)

2ª tappa Parigi-Nizza (Rochefort-en-Yvelines > Amilly)
Freccia del Brabante
Coppa Bernocchi
- 2018 (Bahrain-Merida, quattro vittorie)

4ª tappa Dubai Tour (Dubai > Hatta Dam)
3ª tappa Tour de Suisse (Oberstammheim > Gansingen)
Coppa Bernocchi
Gran Piemonte
- 2019 (Bahrain-Merida, tre vittorie)

4ª tappa Tour of Oman (Yiti > Oman Convention and Exhibition Centre)
4ª tappa Deutschland Tour (Eisenach > Erfurt)
Gran Premio Bruno Beghelli
- 2020 (Bahrain-McLaren, una vittoria)

2ª tappa Route d'Occitanie (Carcassonne > Cap Découverte)
- 2021 (Bahrain Victorious, otto vittorie)

2ª tappa Tour de Romandie (La Neuveville > Saint-Imier)
3ª tappa Critérium du Dauphiné (Langeac > Saint-Haon-le-Vieux)
Campionati italiani, Prova in linea
6ª tappa Benelux Tour (Ottignies-Louvain-la-Neuve > Houffalize)
Classifica generale Benelux Tour
Campionati europei, Prova in linea
Memorial Marco Pantani
Parigi-Roubaix

#### Altri successi
- 2012 (Colnago-CSF Inox)

1ª tappa, 2ª semitappa Il Padania (San Giovanni in Persiceto > Crevalcore, cronosquadre)
- 2014 (Bardiani CSF)

Classifica generale Coppa Italia
Classifica giovani Coppa Italia
Ride for Life
Trofeo Andrea Antonelli (con Davide Guarneri)
- 2015 (Bardiani CSF)

Classifica giovani Tour du Limousin
Classifica generale Coppa Italia
- 2016 (Bardiani CSF)

Challenge Memorial Alfredo Martini
Classifica generale Trittico Lombardo
Classifica generale Coppa Italia
- 2018 (Bahrain-Merida)

1ª tappa Hammer Sportzone Limburg (Vaals > Drielandenpunt, Prova a squadre)
- 2019 (Bahrain-Merida)

Classifica a punti Deutschland Tour
- 2021 (Bahrain Victorious)

Classifica a punti Tour de Romandie
Classifica a punti Critérium du Dauphiné
Classifica generale Ciclismo Cup

### Pista
- 2010

Großer Preis von Wien, Inseguimento a squadre (con Marco Benfatto, Angelo Ciccone e Elia Viviani)

## Piazzamenti

### Grandi Giri
- Giro d'Italia

2012: 100º
2013: 88º
2014: 94º
2015: 100º
2016: 95º
- Tour de France

2017: 122º
2018: 109º
2019: 85º
2020: 93º
2021: 52º

### Classiche monumento
- Milano-Sanremo

2013: 12º
2014: 6º
2015: 18º
2016: 9º
2017: 13º
2018: 9º
2019: 43º
2020: 63º
2021: 8º
- Giro delle Fiandre

2017: 10º
2018: 23º
2019: 30º
2020: 47º
2021: 55º
- Parigi-Roubaix

2021: vincitore
- Giro di Lombardia

2012: ritirato
2015: ritirato
2016: ritirato

### Competizioni mondiali
- Campionati del mondo

Melbourne 2010 - In linea Under-23: 6º
Copenaghen 2011 - In linea Under-23: 91º
Ponferrada 2014 - In linea Elite: 13º
Doha 2016 - In linea Elite: ritirato
Bergen 2017 - In linea Elite: 59º
Yorkshire 2019 - In linea Elite: 11º
Fiandre 2021 - In linea Elite: 10º
- UCI World Tour

UCI World Tour 2017: 41º
UCI World Tour 2018: 48º

### Competizioni europee
- Campionati europei

Ankara 2010 - In linea Under-23: 56º
Goes 2012 - In linea Under-23: 81º
Plumelec 2016 - In linea Elite: 29º
Glasgow 2018 - In linea Elite: 14º
Trento 2021 - In linea Elite: vincitore
- UCI Europe Tour

UCI Europe Tour 2010: 314º
UCI Europe Tour 2011: 165º
UCI Europe Tour 2012: 147º
UCI Europe Tour 2013: 59º
UCI Europe Tour 2014: 2º
UCI Europe Tour 2015: 11º
UCI Europe Tour 2016: 3º
UCI Europe Tour 2017: 18º
UCI Europe Tour 2018: 7º

## Riconoscimenti
- Giglio d'Oro nel 2021[59]
- Oscar TuttoBici nel 2021[60]